# Leopold Mussil
Leopold Maksymilian de Mussilan Mussil (ur. 1839, zm. 1923 w Krakowie) – urzędnik.

## Życiorys
Rodzina Mussil pochodziła z Moraw. Otrzymała szlachectwo pierwszego stopnia około 1836. Leopold Maksymilian de Mussilan Mussil urodził się w 1839. Był synem Józefa (1807-1840, pochodzący ze Lwowa, urzędnik zarządu kameralnego w Galicji) i Marii z domu Hampel de Waffenthal (1819-1872).
Kształcił się w wojskowej akademii technicznej we Lwowie. Po zwolnieniu się ze służby wojskowej osiadł w Krakowie, gdzie spędził 50 lat życia. Podjął starania, dzięki którym konsorcjum belgijskie założyło w mieście tramwaje. Początkowo o charakterze konnym, potem elektrycznym. Został pierwszym dyrektorem tramwajów krakowskich.
Zmarł 1923 w Krakowie. Został pochowany na cmentarzu Rakowickim w Krakowie. Został tam pochowany jego syn Franciszek (1870-1927, adwokat, ojciec Pawła, zamordowanego w Katyniu). Drugi z synów, Leopold, był starostą w Krakowie.